# Perseus av Makedonien
Perseus (grekiska: Περσεύς), född 212, död 166 f.Kr., var kung av Makedonien 179 till 168 f.Kr. och Makedoniens sista monark.
Han var son och efterträdare till Filip V. Perseus besegrades i slaget vid Pydna 168 f.Kr. och dog i romersk fångenskap.
Han var i förbund med Genthios i kriget mot romarna.

## Galleri

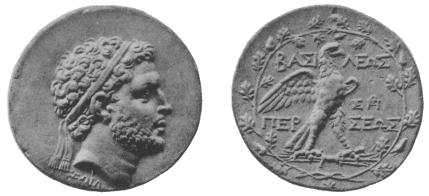
Mynt med Perseus. grekiska: "ΒΑΣΙΛΕΩΣ ΠΕΡΣΕΩΣ" (Kung Perseus).